# Gius
Augusto Giustozzi, popularmente conocido por su seudónimo Gius (Buenos Aires, 18 de julio de  1927-Buenos Aires, 26 de diciembre de 2001), fue un guionista de cine, libretista de televisión, caricaturista y dramaturgo argentino, con una amplia trayectoria.

## Carrera
Gius fue un notable guionista, letrista y escritor, con una extensa y variada trayectoria, en la que se incluyen decenas de films, programas, telenovelas y telecomedias, obras y hasta canciones.
Encontró su popularidad inicial como autor y dibujante de caricaturas en la recordada revista argentina Rico Tipo (dirigida por Divito). Anteriormente había estado en el semanario socialista El Sol, y en Avivato.
Trabajó junto al cantor cómico Rodolfo Zapata como letrista, en la composición del tema "El apuro", que fue lanzado en 1968.
En cine escribió el guion de más de 10 películas, muchas de ellas en la década del '70 junto a José Martínez Suárez. También fue un gran amigo de David Stivel y del legendario locutor y periodista Antonio Carrizo.
Autor de grandes programas, llegó a estar a la altura de recordados autores como Abel Santa Cruz, Hugo Moser, Juan Carlos Mesa y Jorge Basurto, y de autoras como Celia Alcántara, Alma Bressan, Delia González Márquez y Marcia Cerretani; en televisión escribió libros para diferentes emisoras, entre ellas Canal 13 y Canal 9.
Fue secretario de Argentores en los años 1996 y 1997, y miembro de la Junta Directiva de esa asociación en 1993, 1994 y 1995.

## Fallecimiento
Augusto Giustozzi (Gius) falleció el martes 26 de diciembre de 2001 en el Sanatorio Santa Isabel víctima de una larga enfermedad. Sus restos fueron cremados en el Cementerio de Boulogne. Gius tenía 74 años.

## Filmografía
- 1966: Las locas del conventillo (María y la otra)
- 1966: La gorda
- 1966: Hotel alojamiento
- 1967: Cuando los hombres hablan de mujeres
- 1968: Che, OVNI
- 1968: En mi casa mando yo
- 1968: Psexoanálisis
- 1968: Amor y un poco más
- 1970: El profesor patagónico
- 1971: Los neuróticos
- 1974: Un viaje de locos
- 1974: Clínica con música
- 1974: La Mary
- 1975: Los chantas
- 1976: Los chicos crecen
- 1976: Los muchachos de antes no usaban arsénico
- 1978: Los médicos
- 1979: La carpa del amor
- 1979: Los éxitos del amor
- 1979: La playa del amor[5]

## Televisión
- 1962: Buenos Aires 2040
- 1962: Los cinco Latinos. (5to.aniversario en canal 9)
- 1963: Esta es mi gente
- 1965: Las tres caras de Malvina, con Malvina Pastorino.
- 1965: Yo soy porteño.
- 1965: Casino Philips
- 1966: La noche de los grandes
- 1966: Romeo y Julieta
- 1967: El circo de Marrone, con José Marrone.
- 1968: Nosotros, los villanos.
- 1970: Historias para no creer.
- 1970: Copacabana Club.
- 1970: Musicalísimo.
- 1971: Dringue Show o el Show de Dringue Farias.
- 1971: Bikinis y plumas.
- 1971: Juguemos al amor.
- 1971: Historias de Nosédonde.
- 1972: El Pastito.
- 1973: Humorisqueta.
- 1977: Estancia Las Batarazas.
- 1980: Los hermanos Torterolo.
- 1980/1982: Aquí llegan los Manfredi.
- 1982: El mundo del espectáculo.
- 1983: Del 40 con amor
- 1984: Campo afuera
- 1985: Todos con Landriscina
- 1988: Mi nombre es Coraje
- 1988/1989: Las comedias de Darío Vittori.
- 1990: Amigos son los amigos.
- 1990: Teatro para pícaros.
- 1991: El teatro de Darío Víttori.
- 1991/1994: ¡Grande, Pa!.[6]
- 1992: Teatro como en el teatro
- 1993: Mi mujer y tu marido... que pareja!.
- 1993: Dale, Loly!

## Teatro
- Hello, Dolly (1964), en el Teatro Odeón, con Libertad Lamarque, Raúl Rossi, Mabel Manzotti, Osvaldo Terranova, Tincho Zabala, entre otros.
- Escándalos (1973), en el Teatro Nacional, encabezada por Nélida Lobato y Zulma Faiad.[7]
- La muchacha del tiempo aquel (1988), en el Teatro de la Ribera, con Miguel Jordán, Maurice Jouvet, Tania, Margarita Padín, Elena Lucena, Peggy Sol y Nelly Panizza.[8]

## Premios
- Premio Martín Fierro a mejor autor de comedia en 1962.
- Premio Argentores en 1968 por el filme En mi casa mando yo.
- Premio Argentores en 1975 por  el filme Los chantas.
- Premio Argentores en 1976 por el filme  Los muchachos de antes no usaban arsénico.
- Premio Argentores en  1986 por mejor comedia de televisión De todo con Landriscina
- Premio Argentores en 1990 por mejor comedia de televisión Amigos son los amigos
- Premio honor de Argentores en 1993 en el rubro televisión.[9]
- Designado "Socio de Honor" del Centro Cultural del Tango Zona Norte, Academia Correspondiente de la Academia Nacional del Tango, en 1998